# リライアンス・エンターテインメント
リライアンス・エンターテインメント（Reliance Entertainment Pvt Ltd）は、インドのメディア、娯楽企業。リライアンス・グループの部門であり、コンテンツ、配信プラットフォーム全体で、メディアおよびエンターテイメント事業を扱っている。

## 歴史
2010年4月5日、コードマスターズの株式50%を取得した。
2011年、共同製作した『戦火の馬』が公開され、同年度のアカデミー賞で11部門にノミネートされた。

## 製作映画

### ボリウッド
- Paa
- Raavan
- Singham
- Ekk Deewana Tha
- Shagird
- Double Dhamaal
- Bodyguard
- Dangerous Ishhq

### ハリウッド
- カイト Kites (2010)
- ターゲット・イン・NY Five Minarets in New York (2010)
- ザ・ファイター The Fighter (2010)
- ヘルプ 〜心がつなぐストーリー〜 The Help (2011)
- リアル・スティール Real Steel (2011)
- フライトナイト/恐怖の夜 Fright Night (2011)
- カウボーイ & エイリアン Cowboys & Aliens (2011)
- スクリーム4: ネクスト・ジェネレーション Scream 4 (2011)
- アイ・アム・ナンバー4 I Am Number Four (2011)
- 戦火の馬 War Horse (2011)
- ヘンリー・アンド・ザ・ファミリー Jesus Henry Christ (2012)
- ピープル・ライク・アス People Like Us (2012)
- ジャッジ・ドレッド Dredd (2012)
- リンカーン Lincoln (2012)
- ウォーキングwithダイナソー Walking with Dinosaurs (2013)
- ネイチャー Enchanted Kingdom (2013)
- グッド・ライ 〜いちばん優しい嘘〜 The Good Lie (2014)